# Gerhard Oehmigen
Gerhard Oehmigen (* 1934) ist ein deutscher Sporthistoriker und Hochschullehrer.

## Leben
Oehmigen schloss 1969 an der Deutschen Hochschule für Körperkultur (DHfK) in Leipzig seine Doktorarbeit (Titel: „Die Ausprägung der imperialistischen Europakonzeption in der westdeutschen Sportbewegung“) ab. Er gehörte damit zur ersten Generation der Absolventen, die nicht mehr fachfremd promoviert worden waren. In der Folge befasste er sich wissenschaftlich weiterhin mit der Sportpolitik in Westdeutschland
und veröffentlichte unter anderem 1968 den Aufsatz „Zu Problemen des westdeutschen Leistungssports unter den Bedingungen des staatsmonopolistischen Herrschaftssystems“. Er war zu Beginn der 1970er Jahre an Forschungsarbeiten zu den Themen „Wesentliche Entwicklungstendenzen des Leistungssports unter den Bedingungen des staatsmonopolistischen Herrschaftssystems in der BRD“ und „Nationalistische Tendenzen in Politik und Ideologie des Sports der westdeutschen Bundesrepublik in Vorbereitung der Olympischen Spiele 1972“ beteiligt. Nach den Olympischen Sommerspielen 1972 legte er gemeinsam mit Hans Schuster eine Einschätzung der Spiele aus sportpolitischer Sichtweise der Deutschen Demokratischen Republik vor, in der die Spiele aus Sicht der Autoren als „bedeutender Erfolg für den Sozialismus“ bezeichnet und der gastgebenden Bundesrepublik Deutschland unter anderem „kommunistische Hetze“ und Versuche, „die Sportler der sozialistischen Länder gegeneinander auszuspielen“, vorgeworfen wurden. Des Weiteren beschäftigte er sich mit „theoretischen Grundpositionen zum Prozess der Demokratisierung des internationalen Sports“.
1980 schloss er an der DHfK seine Promotion B ab, der Titel der Schrift lautete „Zur Analyse der Strategie und Taktik des Imperialismus in der Klassenauseinandersetzung im Leistungssport: Versuch einer theoretisch-methodologischen Grundlegung für die sportpolitisch-zeitgeschichtliche Forschung“. Anschließend hatte er von 1981 bis 1990 eine Professorenstelle für Geschichte des Sports am Forschungsinstitut für Körperkultur und Sport (FKS) in Leipzig inne.
Er befasste sich zu Beginn der 1980er Jahre unter anderem mit der „Rolle der internationalen Sportbeziehungen für die Verständigung der Völker“ sowie einer „Gefährdung der internationalen Sportbeziehungen durch die Kommerzialisierung des imperialistischen Leistungssports“.
In seiner erneut mit Schuster vorgelegten sportpolitischen Analyse der Olympischen Sommerspiele 1984 in Los Angeles, an der Sportler der DDR nicht teilnahmen, wurde die Veranstaltung als Versuch eingestuft, „der Welt perfekt organisierte Olympische Spiele vorzugaukeln“. Die Spiele seien „in vollem Maße in die USA-Globalstrategie einbezogen“ worden, äußerten Oehmigen und Schuster. Ein weiteres Thema seiner Forschung in den 1980er Jahren war unter anderem die Friedensverantwortung der olympischen Bewegung. Oehmigen war Vizepräsident des Internationalen Komitees für Sportgeschichte beim CIEPSS.
Nach dem Ende der DDR veröffentlichte Oehmigen unter anderem Artikel in der DDR-nahen Zeitschrift „Beiträge zur Sportgeschichte“ und gehörte zu den Verfassern des 2002 veröffentlichten Buches „Geschichte des DDR-Sports“. Oehmingen engagierte sich auch im Sächsischen Turnverband und wurde als Oberlehrwart und Verantwortlicher für die Traditionspflege 2011 vom Freistaat Sachsen mit der Anerkennung Joker im Ehrenamt ausgezeichnet.